# Sinagoga de Sarajevo
La Sinagoga de Sarajevo (en bosnio: Sinagoga u Sarajevu) es la sinagoga principal y más grande de Sarajevo que se encuentra en la orilla sur del río Miljacka, en Bosnia y Herzegovina. Fue construida en 1902 y sigue siendo la única sinagoga que se mantiene en funcionamiento en la ciudad en la actualidad.
Una sinagoga sefardí (también conocida como Sijavuš-pašina daira o Velika Avlija) es conocida por haber sido construida en el año 1581 como una donación para ayudar a los miembros de la comunidad judía de Sarajevo que eran pobres.
A finales del siglo XVI, el espacio que abarca Velika Avlija se convirtió en la primera sinagoga. El edificio se quemó en 1679 y en  1778, y fue reconstruido en cada ocasión. En la actualidad funciona como museo judío.
Judíos Askenazis llegaron a Sarajevo con el Imperio Austro-Húngaro en el siglo XIX. Una sinagoga Askenazi, fue construida en 1902 en estilo del renacimiento morisco.